# Javier Milei
Javier Milei (Palermo (Buenos Aires), 1970. október 22. –) argentin közgazdász, politikus, 2023 decembere óta Argentína elnöke. 
Jobboldali libertárius, ultrakonzervatív, szélsőjobboldali, populista  politikusnak jellemzik.

## Életpályája
1970-ben kispolgári családba született, az ország fővárosában, Buenos Airesben. Szülei mindkét ágon olasz születésűek, anyja háztartásbeli, apja buszsofőr volt, majd buszos vállalkozó lett. Közgazdaságtant tanult, de közben énekes volt egy Rolling Stones-számokat játszó zenekarban. Egyetemeken tanított, több szakkönyvet írt, vezető közgazdászként dolgozott magáncégeknél, és gazdasági tanácsadója volt kormányzati szerveknek.
2021-től országgyűlési képviselő Argentínában. A 2023-as elnökválasztáson jelöltként indult és az augusztusi előválasztáson a legtöbb szavazatot ő kapta. Feltűnést keltett az ultrakonzervatív populistának, illetve libertáriusnak nevezett – egyes vélemények szerint szélsőjobboldali – kijelentéseivel és merész elképzeléseivel. Szokatlan nézetei közé tartozik, hogy felszámolná az argentin jegybankot, míg a  pesót amerikai dollárral helyettesítené. A klímaváltozást „szocialista hazugságnak”, a szexuális nevelést pedig trükknek tartja – úgymond – a család tönkretételére. Ferenc pápát „mocskos kommunistának” nevezte.
Sergio Massa gazdasági miniszter végzett az első helyen a 2023-as argentin elnökválasztás első fordulójában (október 22.), maga mögé szorítva Mileit, aki – a 2021-ben alapított saját pártja, A szabadság előretör (LLA) színeiben indult – a leadott szavazatok közel 30%-ával másodikként végzett. Az első két helyen végzett elnökjelölt november 19-én újra összecsapott, azonban a második fordulóból már Milei került ki győztesen, a szavazatok csaknem 56%-ával.